# Matteo Busato
Matteo Busato (Castelfranco Veneto, 20 de diciembre de 1987) es un ciclista profesional italiano.

## Palmarés
2011
- Giro del Friuli Venezia Giulia

2012
- Giro del Medio Brenta

2013
- Gran Premio Capodarco

2014
- Kreiz Breizh Elites

## Resultados en Grandes Vueltas
Durante su carrera deportiva ha conseguido los siguientes puestos en las Grandes Vueltas:
| Carrera | Carrera         | 2012 | 2013 | 2014 | 2015  | 2016 | 2017 | 2018 | 2019 | 2020 |
| ------- | --------------- | ---- | ---- | ---- | ----- | ---- | ---- | ---- | ---- | ---- |
|         | Giro de Italia  | —    | —    | —    | 106.º | 57.º | 84.º | —    | —    | —    |
|         | Tour de Francia | —    | —    | —    | —     | —    | —    | —    | —    | —    |
|         | Vuelta a España | —    | —    | —    | —     | —    | —    | —    | —    | —    |

—: no participa

Ab.: abandono